# Chiesa dell'Assunzione di Maria Vergine (Moncestino)
La chiesa dell'Assunzione di Maria Vergine è la parrocchiale di Moncestino, in provincia di Alessandria e diocesi di Casale Monferrato; fa parte della zona pastorale di Sant'Agata – San Gottardo.

## Storia
All'origine la zona di Moncestino ricadeva sotto la giurisdizione della pieve di Rosignano, mentre successivamente passò sotto l'influenza di quella di Gabiano; quando la locale parrocchia fu fondata, le due chiese principali erano San Giovanni di Tripolis e Santa Maria de Valle.
Nel 1565, però, la parrocchialità venne trasferita nella chiesa di Santa Caterina, che era stata edificata all'inizio di quel secolo e che era composta da tre navate, sulle quali si aprivano le cappelle della Madonna di Reggio, della Madonna della Sacra Cintura, della Madonna del Rosario e del Crocifisso.
Questa struttura, ormai fatiscente, venne demolita nel 1761 per far posto alla nuova parrocchiale, che fu poi portata a termine nel 1763. Nel 1838 si procedette all'allungamento della navata e alla costruzione della facciata; il lavoro, progettato da Francesco Argenti, fu condotto dall'impresa villamirogliese di Giuseppe Vicario.
Nel 2005 venne ristrutturata la facciata, mentre nel 2007 si procedette al rifacimento dell'impianto elettrico e alla posa del nuovo pavimento; un ultimo intervento di restauro fu condotto nel 2019.

## Descrizione

### Esterno
L'ottocentesca facciata della chiesa, rivolta ad ovest e intonacata, si compone di un unico registro e presenta al centro il portale d'ingresso, sormontato dal rilievo in terracotta ritraente Santa Maria Assunta, eseguito da Giovanni Bonardi nel 2005, e ai lati due nicchie ospitanti altrettante statue di angeli ed è coronata dal timpano triangolare, nel quale si apre una finestra di forma semicircolare.

### Interno
L'interno dell'edificio si compone di un'unica navata, le cui pareti sono scandite da colonne e pilastri, e di transetto, il punto di incrocio tra i quali è coperto dalla cupola emisferica racchiusa nel tiburio di forma ottagonale; al termine dell'aula si sviluppa il presbiterio, rialzato di alcuni gradini e chiuso dall'abside poligonale.
Qui sono conservate diverse opere di pregio, tra le quali la cinquecentesca tela dell'Adorazione dei Magi, gli affreschi che rappresentano la santissima Trinità e la Vergine Assunta tra gli angeli, eseguiti da Luigi Morgari, il marmoreo altare maggiore, costruito nel 1764, la settecentesca pala ritraente la Madonna della cintola col Bambino e santi, il quadro con san Camillo adorante il Crocifisso, che risale al Seicento, la pala con l'Apparizione di Cristo a san Pellegrino Laziosi, del XVIII secolo, la tela raffigurante i Santi Antonio Abate, Lucia ed Apollonia, anch'essa del XVII secolo, la Via Crucis, la tela con soggetto l'Assunta con Santa Chiara e un altro santo in veste sacerdotale con pastorale, mitra e tiara ai piedi, dipinta nel 1759, e le pale che ritraggono Salomé con la testa del Battista, san Pellegrino Laziosi con una gamba in cancrena fasciata, i Santi Rocco e Sebastiano - del 1630 -, San Francesco, il Crocifisso adorato dai Santi Carlo e Francesco e da un sacerdote inginocchiato e la Vergine mentre dona l'abito ai sette Santi Fondatori dell'Ordine dei Servi di Maria.